# Al-Hindiyya (distrikt)
al-Hindiyya (arabiska: قضاء الهنديه) är ett distrikt i Irak.   Det ligger i provinsen Karbala, i den centrala delen av landet, 90 km söder om huvudstaden Bagdad.